# Carlos Gilberto Nascimento Silva
Carlos Gilberto Nascimento Silva eller endast Gil, född 12 juni 1987 i Campos dos Goytacazes, Rio de Janeiro, är en brasiliansk fotbollsspelare (mittback) som spelar för Corinthians.